# بادامدان (سر أسياب يوسفي)
بادامدان (بالفارسية: بادامدان) هي قرية تقع في إيران في قسم سر أسياب يوسفي الريفي. يقدر عدد سكانها بـ 44 نسمة .